# وليام مايكلز
وليام مايكلز (بالإنجليزية: William Michaels)‏ (13 يوليو 1876 – 1934) هو ملاكم أمريكي راحل، مثّل بلاده في الألعاب الأولمبية الصيفية 1904.

## روابط خارجية
وليام مايكلز على موقع اللجنة الأولمبية الدولية (الإنجليزية)
- وليام مايكلز على موقع أوليمبيديا (الإنجليزية)